# Růžena Svobodová
Růžena Svobodová, née Růžena Čápová à Mikulovice le 10 juillet 1868 et morte à Prague le 1er janvier 1920, est une écrivaine austro-hongroise puis tchécoslovaque d'expression tchèque.

## Biographie
Le père de Růžena Čápová est administrateur du domaine monastique de Mikulovice. La famille déménage à Prague et Růžena passe son enfance dans le monastère de Strahov, où son père bénéficie d'un appartement de services. Son père meurt alors qu'elle est âgée de douze ans. Růžena est élève à l’école supérieure de filles puis pensionnaire du monastère à Smíchov. Elle apprend le français. Elle  trouve un emploi de gouvernante, enseignante à domicile,  à Nové Dvory, près de Pacov, dans une famille de parents éloignés. En 1890 elle  épouse un fonctionnaire et écrivain František Xaver Svoboda (1860-1943). 

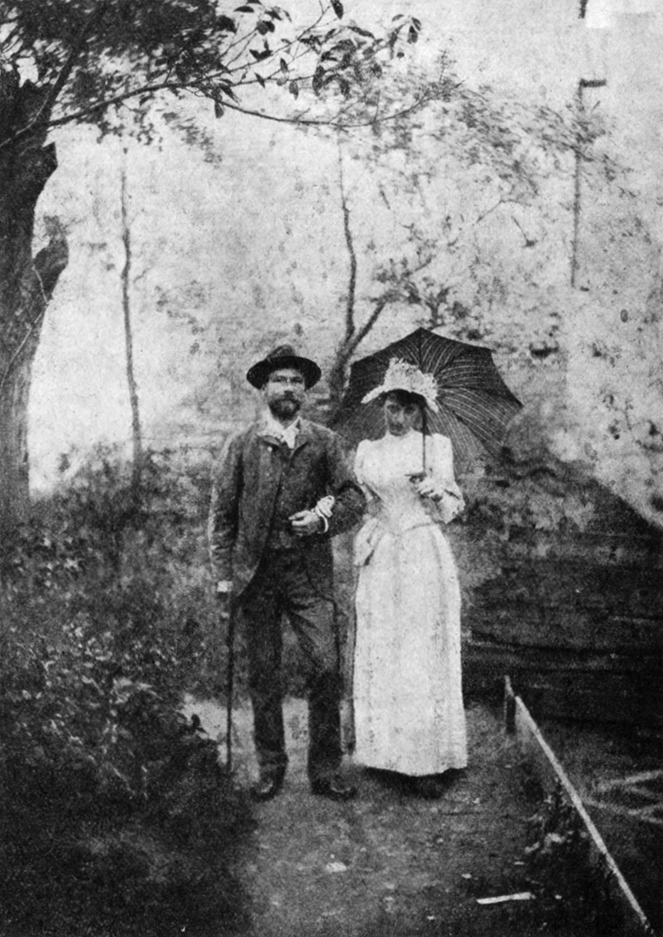
Růžena Čápová et František Xaver Svoboda en 1890

Růžena Svobodová tient salon et reçoit nombre d'artistes dont le poète Antonín Sova, le critique  František Václav Krejčí, l'écrivain Vilém Mrštík, l'actrice Hana Kvapilová, les écrivaines Marie Calma et Božena Benešová...
Elle écrit une tribune permanente dans le magazine Annunciation. En 1918, elle fonde le magazine  Lípa. 
Ses premières œuvres sont marquées par un réalisme analytique puis elle évolue vers un art symbolique et synthétique. Dans ses premiers romans (Sur  le sol sablonneux, Épi trop lourds, Naufrage, Les fils embrouillés) elle dépeint la société bourgeoise et ses préjugés qui brisent la vie des femmes. A parti du livre Les amoureuses, et avec Flammes et Flammèches, Vaines amours, Les Forestiers noirs, La source sacrée, Le jardin d’Irène, elle devient la poétesse  de la vie, de l'amour, de la mort.

## Œuvres

### Œuvres traduites en français
Le signe de croix, récit, trad. G. Tilser, Gazette de Prague, 18 mai 1921.
Mariage tzigane, récit, trad. J. L. Chollet, Gazette de Prague,  9 et 12 mai 1923.
Un ami, récit, trad. Léon Chêne,Gazette de Prague, en feuilleton de 5 épisodes 6 - 24 sept. 1924 Rééd. J. Chopin, Veillées de Bohême.